# Георгиевская улица (Старая Русса)
Георгиевская улица — улица в Старой Руссе. Проходит через исторический центр города от Соборного моста до Писательского переулка, параллельно руслу реки Перерытицы.

## История
Первоначальное название — Георгиевская — дано по церкви Георгия Победоносца 1410 года постройки
В дореволюционное время на улице была открыта детская лечебная колония, а в 1885 году по инициативе вдовы Достоевского открыта школа его имени
В советское время, с 1930 по 1992 год, улица носила имя Моисея Урицкого (1873—1918), видного советского деятеля, начальника Петроградской ЧК.
В здании бывшей синагоги был открыт Дом культуры, разрушенный во время Великой Отечественной войны, после её окончания он был восстановлен в прежнем качестве. В 1953 году перед Домом был установлен памятник Сталину, но уже в 1955 году его заменили на памятник Маяковскому.
В 1992 году улице было возвращено историческое название (первое возвращение исторического название улице в Старой Руссе).
На улице велись археологические раскопки и исследования

## Достопримечательности
- д. 12/7 — здание бывшей синагоги
- д. 26 — Церковь Георгия Победоносца  памятник архитектуры
- д. 44 — Церковь Святого Великомученика Мины  памятник архитектуры

## Известные жители
Дом Иоанна Румянцева (не сохранился, мемориальная доска на месте дома на углу с улицей Сварога) — Ф. М. Достоевский (1872, первый старорусский адрес писателя)

## Галерея

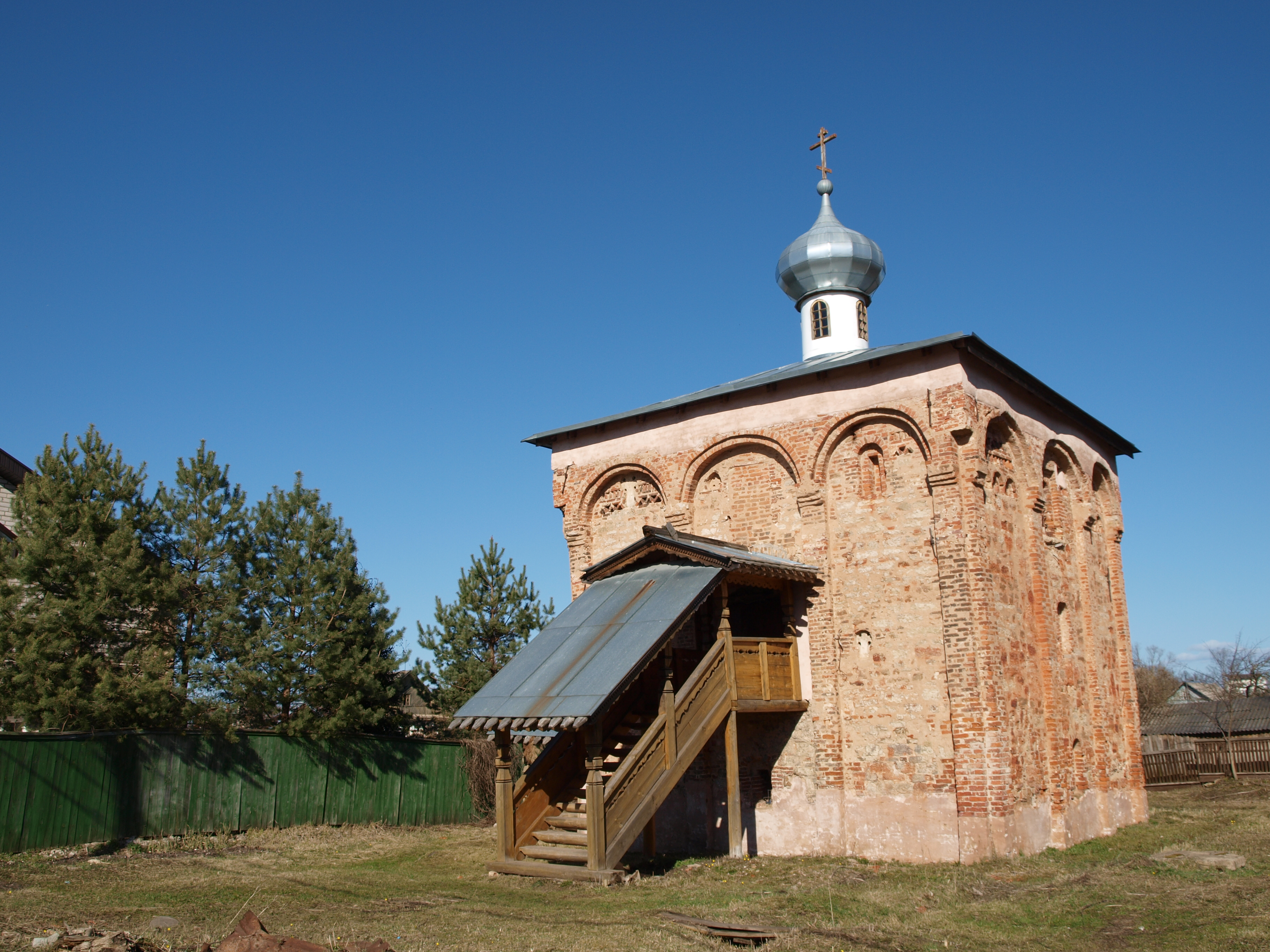
Церковь Святого Великомученика Мины
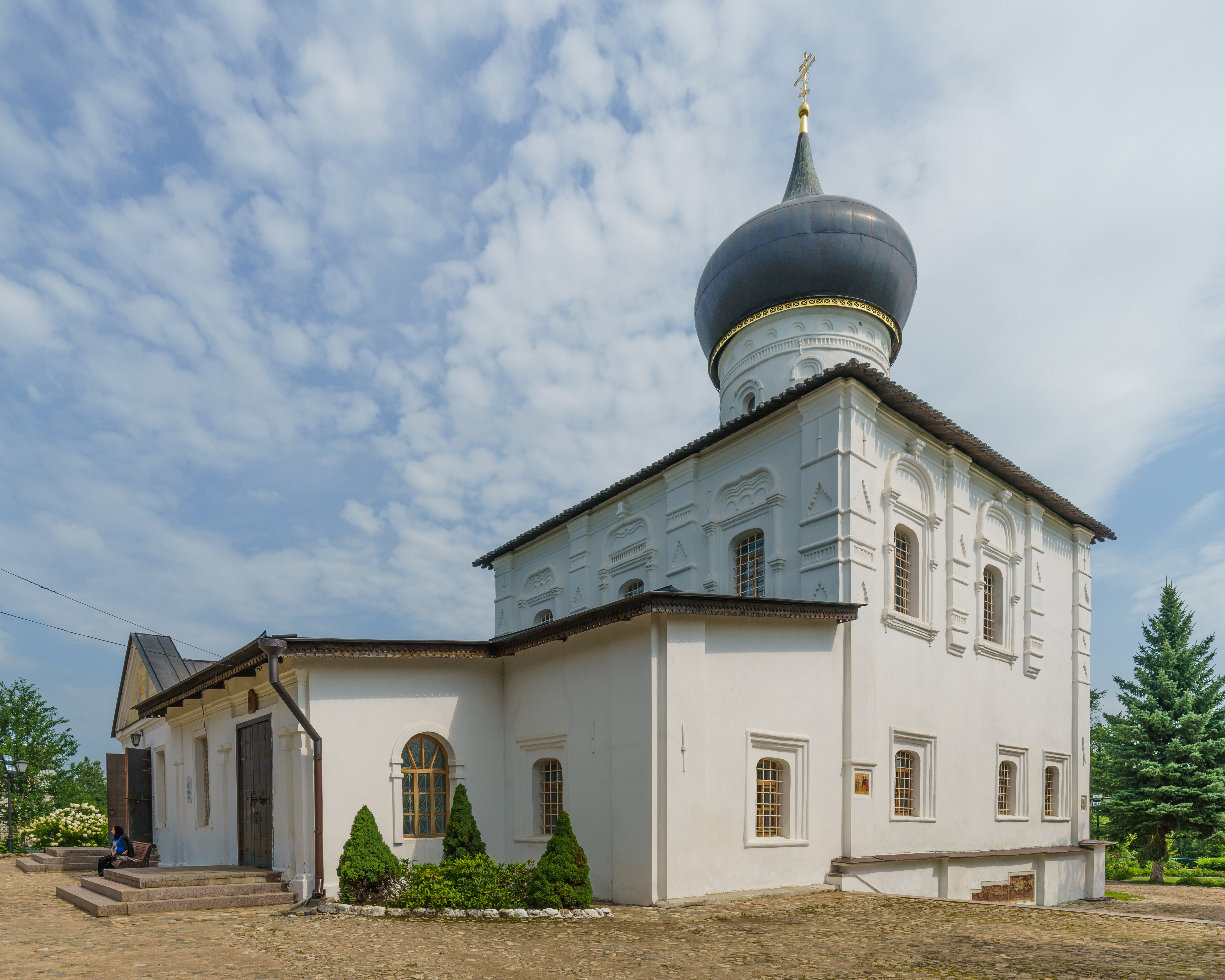
церковь Георгия Победоносца
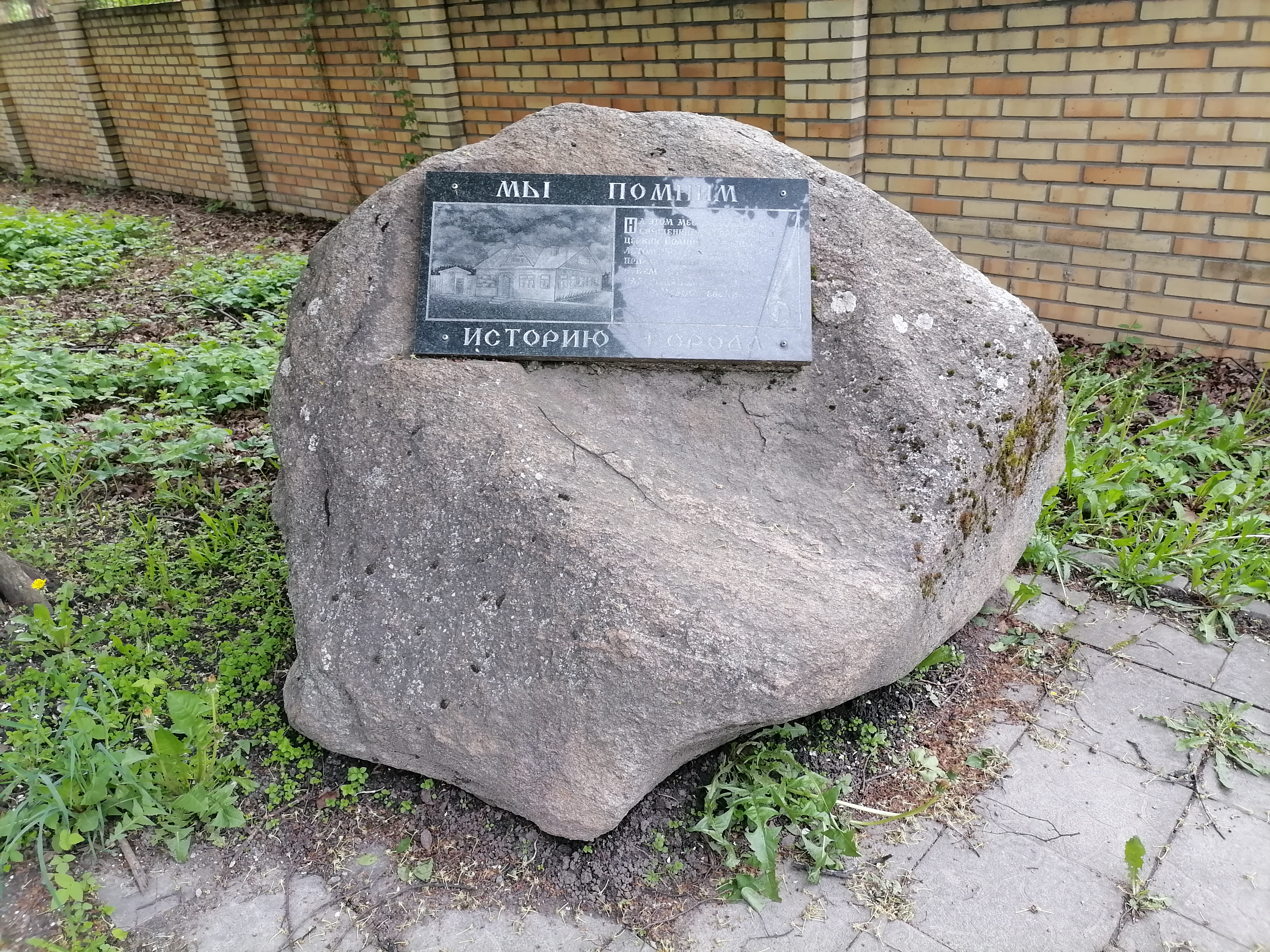
Мемориальная доска на месте дома Иоанна Румянцева